# Opus Cars
Opus Cars war ein britischer Hersteller von Automobilen.

## Unternehmensgeschichte
Das Unternehmen aus Ringwood in der Grafschaft Hampshire begann 1998 mit der Produktion von Automobilen und Kits. Der Markenname lautete Opus. 1999 endete die Produktion. Insgesamt entstanden etwa zwei Exemplare. Die Verbindung zu Sculptural Engineering ist unklar.
Es bestand keine Verbindung zu Opus Cars aus Bristol, die einige Jahre zuvor Automobile herstellten und ebenfalls unter der Marke Opus vermarkteten.

## Fahrzeuge
Das einzige Modell war der Sprint. Dieses Modell war ein offener Zweisitzer im Stil des Lotus Seven. Die Basis bildete ein Spaceframe-Rahmen. Die Karosserie bestand überwiegend aus Paneelen aus Metall. Lediglich die Front und die mitlenkend ausgelegten vorderen Kotflügel waren wahlweise aus Fiberglas oder Karbonfiber. Der Motor kam von der Honda Fireblade.